# Варіатор
Варіа́тор (безступенева механічна передача) (англ. variator, variablespeed drive, buncher; нім. Variator) — механічна передача, що здатна плавно змінювати передавальне відношення. Зміна передавального відношення може відбуватись вручну або автоматично.
Варіатори застосовуються в пристроях (агрегатах), що вимагають безступеневої зміни передавального відношення, а саме: в транспортних машинах (автомобілі, скутери, снігоходи, квадроцикли), верстатах, конвеєрах та ін. У стаціонарних пристроях замість варіаторів зазвичай застосовується регульований електропривід. Робота варіаторної трансмісії базується на застосуванні пасової передачі зусилля між валом двигуна і шківом ведучих коліс.
Діапазон регулювання (відношення найбільшого передавального числа до найменшого) зазвичай 3–6, рідше 10–12.

## Види варіаторів
- Фрикційні варіатори (в дужках вказано діапазон регулювання):
  - клинопасові (до 10).
  - конусні (до 3, з проміжним диском 5...6);
  - лобові (2...4);
  - багатодискові;
  - торові (6...8);
  - кульові;
  - хвильові;
- Варіатори зачеплення :
  - ланцюговий варіатор;
  - високомоментний варіатор.

## Ілюстрації

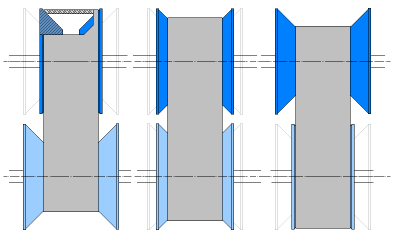
Клинопасовий варіатор
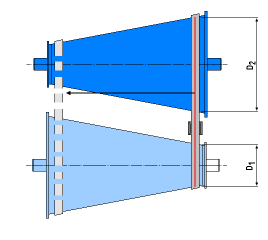
Конусний варіатор з пасом
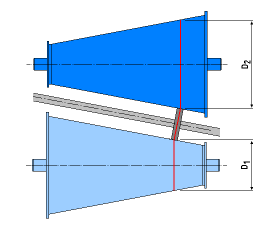
Конусний варіатор з проміжним роликом
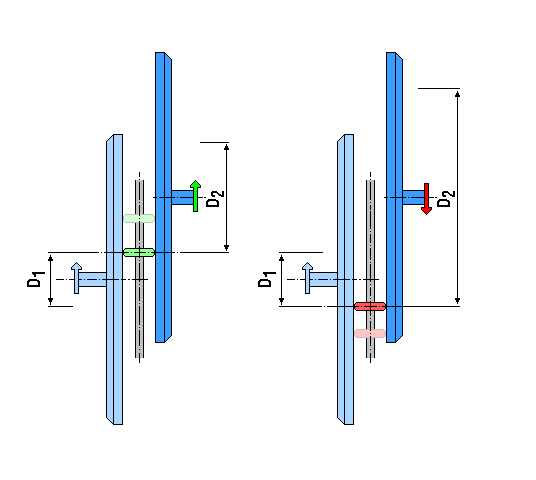
Багатодисковий варіатор з роликом

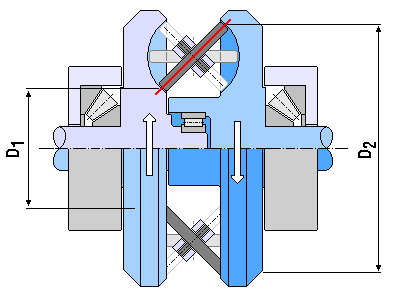
Торовий варіатор
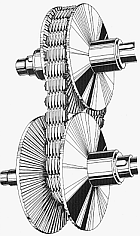
Ланцюговий варіатор з клиновим ланцюгом
Робота варіатора

## Несправності і ремонт варіатора.
Варіаторна система має типові поломки, які можна виявити за зовнішніми ознаками. Наприклад, ривки при постійній швидкості свідчать про проблеми в гідроклапані. Шум або гуркіт вказують на зношення підшипників. Частою причиною виходу з ладу варіатора є його перегрів. Серйозною несправністю CVT є зношений ремінь між розсувними шківами.